# Santiago Posteguillo
Santiago Posteguillo Gómez (Valencia, 1967) es un escritor español. Ha alcanzado la fama por varias novelas cuya trama transcurre en la antigua Roma. El 16 de octubre de 2018 fue galardonado con el Premio Planeta por su novela Yo, Julia.

## Biografía y formación
En sus inicios como escritor durante la adolescencia, Santiago Posteguillo se interesó por la novela negra, pero fue en su infancia, con solo seis años, cuando nació su pasión por la Antigua Roma tras visitar la capital italiana y quedar impresionado por lo que allí vio.
Es filólogo, lingüista y doctor europeo por la Universidad de Valencia. Estudió literatura creativa en la Universidad de Denison, en Granville (Ohio), Estados Unidos y lingüística y traducción en Gran Bretaña.

## Carrera como escritor
En cuanto a su labor profesional, y a pesar de que podría vivir holgadamente gracias a las cifras de ventas de sus novelas, afirma que le apasiona dar clases, las cuales le alimentan y le permiten el contacto con la juventud, a la que considera una fuente de conocimiento extraordinaria. Así, es profesor titular en la Universidad Jaume I de Castellón, donde imparte clases de literatura inglesa, especialmente de la narrativa del siglo XIX; asimismo, se interesa por el teatro isabelino y la relación entre la literatura inglesa y norteamericana con el cine, la música y otras artes.[cita requerida]
Fue, durante varios años, director de la sede, en esta última casa de estudios, del Instituto Interuniversitario de Lenguas Modernas Aplicadas. Tiene en su haber más de setenta publicaciones académicas, desde artículos de investigación hasta monografías y diccionarios especializados.  También colabora en el diario Las Provincias, y demuestra, con el premio del Gremio de Libreros y la candidatura de la CLAVE (Asociación Valenciana de Escritores y Críticos Literarios), que es uno de lo grandes fabuladores a nivel internacional de la Antigua Roma.
Su primera novela, Africanus: el hijo del cónsul, apareció en 2006 y con ella comenzó la trilogía Africanus, sobre Escipión el Africano, general romano que venció a Aníbal en la batalla de Zama. La segunda parte, Las legiones malditas, fue publicada en 2008 y al año siguiente apareció el tercero de la serie, La traición de Roma. Convertido en superventas, en 2009 se reeditaron las tres novelas.
En 2010 comienza una nueva trilogía, esta vez en torno a Marco Ulpio Trajano: la primera entrega, Los asesinos del emperador, escrita con un vivo pulso narrativo, traslada al lector a la Roma imperial de los césares, con su posterior decadencia y el ascenso al trono del primer emperador romano de origen hispano. A esta le sigue Circo Máximo, aparecida el 29 de agosto de 2013:  Trajano, siendo ya emperador, debe enfrentarse a un sinfín de problemas: batallas, conspiraciones, corrupción, acusaciones falsas o complicaciones amorosas, trufadas con acontecimientos como la conquista de la Dacia o la construcción del puente más largo del mundo antiguo. El 24 de febrero de 2016, lanzó el desenlace de la trilogía, La legión perdida.
Durante estos años, intercalando con los libros de la saga de Trajano, publicó otra trilogía, tres libros a base de relatos cortos donde recoge curiosidades sobre la literatura universal. En 2012 inició esta serie con La noche en que Frankenstein leyó el Quijote, donde el autor repasa algunos de los enigmas literarios más sorprendentes y controvertidos de la historia de la literatura. Continuó en 2014 con La sangre de los libros, en esta ocasión centrado en asesinatos, suicidios, duelos, condenas a muerte, guerras, eclipses, vampiros, misterios y juicios relacionados con distintos escritores de fama universal. Finalmente, en 2017 publicó El séptimo círculo del infierno, escritores malditos, escritoras olvidadas, donde nos cuenta algunos infiernos de la literatura a los que se han tenido que enfrentar escritores y escritoras de todos los tiempos.
Su tercera saga de ambientación romana se adentró en la figura de la emperatriz Julia Domna, con cuya primera parte, Yo, Julia, el autor ganó el Premio Planeta 2018. En 2020 publicó el desenlace con Y Julia retó a los dioses.  
En 2022, publicó Roma soy Yo, acerca de Julio César; y en 2023, la continuación Maldita Roma, hasta ahora su última obra.
Santiago Posteguillo ha trabajado en El corazón del imperio, una serie documental para Movistar+ que trata sobre los grandes rostros femeninos de la Roma Clásica.
Sobre su escritura, ha dicho: "Mi carrera profesional es esencialmente académica, en la universidad, pero desde siempre he tenido interés por escribir. De hecho, Africanus, el hijo del cónsul no es la primera novela que he escrito, sino la tercera, es decir, la tercera que he terminado por completo. Las dos anteriores no se publicaron y, volviendo la vista atrás, quizá sea mejor así". Confiesa Posteguillo que comenzó escribiendo novela negra y que cuando estudiaba en la Universidad de Valencia escribía poesía. "Escribir poesía es siempre útil porque te hace pulir tu escritura, ampliar el vocabulario, dominar un poco más el fluido de las palabras. No era un buen poeta, pero aquello me sirvió".
Posteguillo valora enormemente la distinción de los libreros. Afirma que está muy agradecido, y que por su parte intentará seguir colaborando con ellos haciendo tantas presentaciones y firmas en sus establecimientos como le sea materialmente posible, según recoge en la web de la Feria del libro de Valencia. Recoge en los artículos publicados en el periódico, que lamenta el «empobrecimiento cultural» que trae consigo la piratería, afectando, a su juicio, a víctimas inocentes como los nuevos autores u obras a publicar.
Vivió en Puzol, municipio de la Comunidad Valenciana, en la comarca de la Huerta Norte, cuyo origen se remonta a la época romana, siendo considerado un punto estratégico dada su localización entre el Mediterráneo y las montañas, y actualmente reside en Valencia.
Sobrevivió a las inundaciones provocadas por la DANA en Paiporta en octubre de 2024 y denunció la inacción institucional en el Senado de España, tras impartir una conferencia sobre Hispania.

## Obras
- Trilogía de Escipión El Africano:
  - Africanus: el hijo del cónsul (Editorial Ediciones B, 2006)
  - Las legiones malditas (Editorial Ediciones B, 2008)
  - La traición de Roma (Editorial Ediciones B, 2009)

- Trilogía de Trajano:
  - Los asesinos del emperador (Editorial Planeta, 2011)
  - Circo Máximo (Editorial Planeta, 2013)
  - La legión perdida (Editorial Planeta, 2016)

- Trilogía sobre la historia de la literatura:
  - La noche en que Frankenstein leyó el Quijote (Editorial Planeta, 2012)
  - La sangre de los libros (Editorial Planeta, 2014)
  - El séptimo círculo del infierno (Editorial Planeta, 2017)

- Bilogía de Julia:
  - Yo, Julia (Editorial Planeta, 2018)
  - Y Julia retó a los dioses (Editorial Planeta, 2020)

- Serie de Julio César:
  - Roma soy yo (Ediciones B, 2022)
  - Maldita Roma (Ediciones B, 2023)

## Premios
- Finalista del Premio Internacional de Novela Histórica Ciudad de Zaragoza 2008 con Las legiones malditas
- Mejor Novelista Histórico Hislibris 2009 por La traición de Roma
- Premio de la Semana de Novela Histórica de Cartagena 2010
- Premio de Literatura Histórica 2013
- Premio de las Letras Valencianas 2010
- Galardonado en la décima edición de Valencianos para el Siglo XX
- Premio Onda Cero de la Literatura 2018 (Castellón)
- Premio Planeta 2018 por Yo, Julia
- Premio Ivanhoe 2020 del Certamen de Novela Histórica 'Ciudad de Úbeda' por su trayectoria y aportación personal al género de la novela histórica, tanto en el ámbito nacional como internacional.